# Dinica
Dinica is een geslacht van vlinders van de familie echte motten (Tineidae).

## Soorten
- D. aspirans (Meyrick, 1920)
- D. diana Gozmány, 1966
- D. dierli Petersen, 1983
- D. endochrysa (Meyrick, 1935)
- D. hyacinthopa (Meyrick, 1932)
- D. orphnospila (Meyrick, 1934)
- D. vulcanica Gozmány, 2004